# Emanuela Martini
Emanuela Martini (Forlì, 1948) è una critica cinematografica e direttrice artistica italiana.

## Biografia
Emanuela Martini è nata a Forlì in Romagna nel 1948.
Membro della giuria in molti festival cinematografici italiani ed internazionali, Emanuela Martini è stata co-direttore con Angelo Signorelli del Bergamo Film Meeting dal 1999 al 2007, quando è poi passata al coordinamento del Torino Film Festival diretto da Nanni Moretti.
Emanuela Martini è stata direttrice dal 1999 al 2007 del settimanale di cinema FilmTv e dagli anni Ottanta, nel comitato di redazione del mensile Cineforum.
Autrice e curatrice di saggi dedicati in particolare al cinema britannico, quali Storia del cinema inglese 1930-1990 (1991) e Free cinema e dintorni: nuovo cinema inglese, 1956-1968 (1998), Emanuela Martini ha scritto Il lungo addio: l'America di Robert Altman (2000) e due volumi della collana Il Castoro Cinema, dedicati ai registi e produttori inglesi Michael Powell ed Emeric Pressburger (1988) e al regista italiano Gianni Amelio (2006).
Nel 2014 assume la direzione del Torino Film Festival subentrando al regista Paolo Virzì.. Mantiene tale incarico fino all'edizione 2019 inclusa.

## Opere
- Powell & Pressburger (1988)
- Storia del cinema inglese 1930-1990 (1991)
- Free Cinema e dintorni: nuovo cinema inglese, 1956-1968 (1998)
- Il lungo addio - L'America di Robert Altman, Lindau (2000)
- Jean-Pierre Melville[7] (2008)
- Franca Valeri. Una signora molto snob[8] (2010)
- New Hollywood[9], Il Castoro (2014)